# Juan Carlos Arteche
Juan Carlos Arteche Gómez (Maliaño, 11 aprile 1957 – Madrid, 13 ottobre 2010) è stato un calciatore spagnolo, di ruolo difensore.
Ha giocato per undici anni nell'Atlético Madrid e ha collezionato quasi 400 presenze nei club.

## Biografia
Dopo una lunga battaglia col cancro, Arteche morì a Madrid il 13 ottobre 2010 a 53 anni.

## Carriera

### Club
Arteche inizia il settore giovanile nelle file del Racing Santander, debuttando in prima squadra nella stagione 1976-1977 aiutando il club a raggiungere la salvezza.
Due anni dopo firma per l'Atletico Madrid, diventando ben presto titolare inamovibile e capitano. Nella stagione 1984-1985 vince la coppa del Re e diventa vice-campione di Spagna. L'anno seguente con l'Atletico arriva in finale di Coppa delle Coppe, perdendo con la Dinamo Kiev.
Nella stagione 1988-1989, dopo sole due partite giocate, decide di ritirarsi all'età di 32 anni a causa dei forti contrasti con il presidente Jesús Gil.

### Nazionale
Arteche ha collezionato 4 presenze con la Spagna, debuttando contro la Romania il 12 novembre 1986.

## Palmarès

### Club

#### Competizioni Nazionali
- Coppa di Spagna: 1

Atletico Madrid: 1984-1985